# Musab Al-Juwayr
Musab Al-Juwayr (20 de junio de 2003) es un futbolista saudita que juega en la demarcación de centrocampista para el Al-Qadisiyah F. C. de la Liga Profesional Saudí.

## Selección nacional
Tras jugar en las categorías inferiores de la selección, finalmente hizo su debut con la selección de fútbol de Arabia Saudita en un partido de la Copa de Naciones del Golfo de 2023 contra Yemen que finalizó con un resultado de 0-2 a favor del combinado saudita tras un gol de Sumayhan Al-Nabit y otro del propio Al-Juwayr.

### Goles internacionales
| # | Fecha                   | Estadio                                               | Oponente  | Gol | Resultado | Competición                        |
| - | ----------------------- | ----------------------------------------------------- | --------- | --- | --------- | ---------------------------------- |
| 1 | 6 de enero de 2023      | Estadio Internacional de Basora, Basora, Irak         | Yemen     | 0-2 | 0–2       | Copa de Naciones del Golfo de 2023 |
| 2 | 6 de junio de 2024      | Jinnah Sports Stadium, Islamabad, Pakistán            | Pakistán  | 0-3 | 0–3       | Clasificación para el Mundial 2026 |
| 3 | 5 de septiembre de 2024 | Ciudad Deportiva del Rey Abdalá, Yeda, Arabia Saudita | Indonesia | 1-1 | 1–1       | Clasificación para el Mundial 2026 |
| 4 | 22 de diciembre de 2024 | Estadio Internacional Jaber Al-Ahmad, Kuwait, Kuwait  | Baréin    | 1-2 | 2–3       | Copa de Naciones del Golfo de 2024 |
| 5 | 25 de diciembre de 2024 | Estadio Sulaibikhat, Sulaibikhat, Kuwait              | Yemen     | 2-2 | 2–3       | Copa de Naciones del Golfo de 2024 |
| 6 | 5 de junio de 2025      | Estadio Nacional de Baréin, Riffa, Baréin             | Baréin    | 0-1 | 0–2       | Clasificación para el Mundial 2026 |

## Clubes
| Club                    | País           | Año       | Partidos | Goles |
| ----------------------- | -------------- | --------- | -------- | ----- |
| Al-Hilal Saudi F. C.    | Arabia Saudita | 2021-2024 | 37       | 4     |
| Al-Shabab Club (cedido) | Arabia Saudita | 2024      | 15       | 3     |
| Al-Hilal Saudi F. C.    | Arabia Saudita | 2024      | 2        | 1     |
| Al-Shabab Club (cedido) | Arabia Saudita | 2024-2025 | 33       | 4     |
| Al-Hilal Saudi F. C.    | Arabia Saudita | 2025      | 5        | 0     |
| Al-Qadisiyah F. C.      | Arabia Saudita | 2025-     |          |       |